# Voluntarios de la Libertad
Los Voluntarios de la Libertad fueron una milicia voluntaria creada por las Juntas provisionales en el Sexenio Democrático, tras la victoria revolucionaria de la batalla del puente de Alcolea (1868). Estos voluntarios eran civiles que pretendían salvaguardar el liberalismo contra las demás fuerzas políticas (principalmente el carlismo). Defendían la Constitución española de 1869 y la monarquía de Amadeo de Saboya y colaboraron con el Ejército nacional en la tercera guerra carlista. Fueron la antítesis de los voluntarios de Carlos VII.